# Иванова, Евгения Викторовна
Евгения Викторовна Иванова (род. 27 июля 1948, Москва) — советский и российский литературовед. Доктор филологических наук (1993). Специализируется на теории литературы, история русской литературы рубежа XIX—XX веков, текстологии.

## Биография
В 1972 году окончила филологический факультет Московского университета по специальности «филолог-русист». Печатается с 1975 года. С 1978 года после окончания аспирантуры работает в Институте мировой литературы имени А. М. Горького. В 1983 году защитила кандидатскую диссертацию на тему «Зарождение русского модернизма и идейно-эстетическая борьба в литературном процессе 90-х годов». В 1993 году защитила докторскую диссертацию «Александр Блок после Октября: идейное самоопределение и особенности творческого развития».
Участвовала (как составитель, автор вступительных статей, заметок и т. д.) в издании произведений Семёна Надсона, Константина Бальмонта, Александра Блока, Игоря Северянина, Валерия Брюсова, Корнея Чуковского и др.
Автор более 200 научных публикаций.
28 ноября 2019 года выступила на II Международных научно-литературных Чтениях «Художественный мир Георгия Иванова», приуроченных к 125-летию со дня рождения поэта, с докладом «Александр Блок и Георгий Иванов. Мифология и реальность».